# 486
| Calendário gregoriano                                                        | 486 CDLXXXVI                    |
| Ab urbe condita                                                              | 1239                            |
| Calendário arménio                                                           | -66 – -65                       |
| Calendário bahá'í                                                            | -1358 – -1357                   |
| Calendário budista                                                           | 1030                            |
| Calendário chinês                                                            | 3182 – 3183                     |
| Calendário copta                                                             | 202 – 203                       |
| Calendário etíope                                                            | 478 – 479                       |
| Calendários hindus - Vikram Samvat - Calendário nacional indiano - Cáli Iuga | 541 – 542 407 – 408 3586 – 3587 |
| Calendário Holoceno                                                          | 10486                           |
| Calendário islâmico                                                          | 140 BH – 139 BH                 |
| Calendário judaico                                                           | 4246 – 4247                     |
| Calendário persa                                                             | 136 BP – 135 BP                 |
| Calendário rúnico                                                            | 736                             |
| Calendário solar tailandês                                                   | 1029                            |

486 (CDLXXXVI na numeração romana) foi um ano comum do século V do Calendário Juliano, da Era de Cristo, e a sua letra dominical foi E (52 semanas), teve início a uma quarta-feira, terminou também a uma quarta-feira. Segundo o horóscopo chinês, foi o ano do Tigre.
| Ano completo                        |
| ----------------------------------- |
| Ano comum com início à quarta-feira |

## Eventos
- Início da alta idade média.[1]